# Johann Joachim Winckelmann
Johann Joachim Winckelmann (Stendal, 1717. december 9. – Trieszt, 1768. június 8.) német régész. A mai értelemben vett művészettörténet első írója, a tudományos régészet megalapítója. A németországi klasszicizmus szellemi megalapítója.

## Életrajz
Szegény családból származott. Apja foltozó varga volt. 1748 és 1754 között a Bünau grófok nöthnitzi kastélyában (Drezda mellett) dolgozott könyvtárosként.
1755-ben Rómába utazott, majd több utat tett Nápolyba, ahol ekkor tárták fel Herculaneum városát. Jelen volt Pompeji ásatásainak kezdeténél is. Nevét ismertté a firenzei Ph. Stosch gemmakabinetjének katalogizálása tette 1760-ban. E katalógusban körvonalazódnak előtte az antik görög művészet korszakai. Albani bíboros személyében hatalmas pártfogója akadt, aki könyvtárosának fogadta fel. 1763-ban a pápai kamara antikváriusa lett, feladata a régiségek feletti őrködés, az ásatások engedélyezése és irányítása volt. 
Miután már több műve jelent meg az antik művészet problémáiról, egyre dolgozott a Geschichte der Kunst des Altertums („Az ókor művészetének története”) című korszakalkotó művén. Ez a modern művészettörténet első írása. Megállapította a görög művészet stílusait, korszakait és ideáltípusait, a római másolatok között azonban még nem tudott különbséget tenni. A római művészetet el sem ismerte önállónak, előzményként tárgyalta viszont az egyiptomi és az etruszk művészetet. A könyv 1764-ben jelent meg, óriási visszhangot keltett. Nemcsak a klasszicizmus alapelveit fektette le (a görög művészetet kell utánozni), hanem a stílustörténetet is megalapította, amit a művészettörténet első paradigmájaként emlegetnek. Esztétikája és világnézete szorosan összefűződött, a stílustörténet első műve platonikus keretekben magyarázható. Szintén platonikus keretekben magyarázható a görög nép iránti vonzalma, a férfi ideáltípusként való felfogása, ami költeményeiben is érvényesül (ezt pusztán homoszexualitása nem magyarázza).
Winckelmann 1768-ban rablógyilkosság áldozata lett: Egy útja során Triesztben Francesco Arcangeli szakács, miután hurokkal megpróbálta megfojtani, 6 késszúrással meggyilkolta azon érmék miatt, amelyeket Mária Teréziától kapott. Gyilkosát néhány hónappal később kerékbe törték, Winckelmannt pedig a trieszti San Giusto-székesegyház templomkertjében temették el.

## Írásai
- Description des pierres gravées du feu Baron de Stosch, 1760
- Gedanken über die Nachahmung der griechischen Werke, 1755
- Anmerkungen über die Baukunst der alten Tempel zu Girgenti in Sizilien, 1762
- Geschichte der Kunst des Alterturms, 1764

## Magyarul megjelent művei
- Művészeti írások; ford. Rajnai László, Tímár Árpád, vál., utószó Tímár Árpád; Magyar Helikon, Bp., 1978
- Művészeti írások; ford. Rajnai László, Tímár Árpád, vál., utószó Tímár Árpád; Helikon, Bp., 2005

## Kapcsolódó magyar irodalom
- Radnóti Sándor: Jöjj és láss! A modern művészetfogalom keletkezése. Winckelmann és a következmények, Atlantisz Könyvkiadó, Budapest, 2010 (Mesteriskola sorozat), ISBN 9789639777071

## Emléke
- A római és athéni régészek évente megrendezik a Winckelmann-napokat december 9-én, a születésnapján.
- Évente megrendezik a Winckelmann-cup régészhallgatók focibajnokságát.
- Róla nevezték el a 11847-es sorszámú kisbolygót 11847 Winckelmannnak.